# تئودور جرارد ون لیدت دو جود
تئودور جرارد ون لیدت دو جود (انگلیسی: Theodoor Gerard van Lidth de Jeude؛ ۸ ژوئیه ۱۷۸۸ – ۲۳ دسامبر ۱۸۶۳) جانورشناس، و استاد دانشگاه اهل هلند بود. وی اولین مدیر کالج دامپزشکی تازه تأسیس ریجکس بود که اولین بار در اواخر سال ۱۸۲۱ دامپزشکی در هلند تدریس شد.

## زندگی و حرفه
تئودور جرارد به عنوان پسر شهردار ، کورنلیس فیلیپ ون لیدت دو جود (متولد ۱۱ آوریل ۱۷۴۴ در تیل ؛ درگذشت ۲۷ فوریه ۱۸۳۰ در تیل) و همسرش آنا مارگارتا ون ای (متولد ۱۲ فوریه ۱۷۵۰ در اوترخت ؛ متولد ۲۸ مه) ۱۸۳۲ در تیل) وی از سال ۱۸۰۶ در دانشگاه های اوترخت و لیدن فلسفه و پزشکی آموخت و متعاقباً به عنوان پزشک در بیمارستانی در اوترخت کار کرد. در سال ۱۸۱۵ ، وی استاد آناتومی و فیزیولوژی در اتانوم در هاردرویک شد. در سال ۱۸۱۹ ، وی به عنوان استاد کمکی علوم دامی در دانشگاه اوترخت شد. 